# Tzincuilapan
Tzincuilapan är en ort i Mexiko.   Den ligger i kommunen Tlatlauquitepec och delstaten Puebla, i den sydöstra delen av landet, 170 km öster om huvudstaden Mexico City. Tzincuilapan ligger 2 667 meter över havet och antalet invånare är 418.
Terrängen runt Tzincuilapan är lite bergig. Runt Tzincuilapan är det ganska tätbefolkat, med 93 invånare per kvadratkilometer. Närmaste större samhälle är Teziutlan, 18,3 km nordost om Tzincuilapan. I omgivningarna runt Tzincuilapan växer huvudsakligen savannskog.